# Eumida ophiuricola
Eumida ophiuricola är en ringmaskart som beskrevs av Britayev, Doignon och Igor Eeckhaut 1999. Eumida ophiuricola ingår i släktet Eumida och familjen Phyllodocidae. Inga underarter finns listade i Catalogue of Life.